# قابوس بن وشمكير
قابُوس بن وَشْمگير (ت. 403 هـ / 1012 م) هو رابع ملوك الزيارين وأذيعهم صيتاً.
هو قابُوس بن وشمكير بن زيار بن وردان شاه الجيلي، أبو الحسن، الملقب شمس المعالي. له رسائل بالعربية: «كمال البلاغة» وله شعر بالعربية و الفارسية.
والأمير قابوس هو باني برج قنبد قابوس وهو الموقع المدرج على لائحة اليونسكو للتراث العالمي منذ عام 2012.
مولده :
هو أمير من أمراء الأسرة الزيارية التي كانت تحكم طبرستان وجرجان وهما ولايتان تقعانفي الجنوب والجنوب الشرقي لبح طبرستان ( بحر الخرز ) ، والزياريون ينحدرون من بيت عظيم من بيوت الفرس . ولا يعرف له تاريخ مولد .
محطات :
- ولي قابوس الحكم عام 367هـ ولقبه خليفة بغداد بلقب ( شمس المعالي ) .
- جنده وقواده حاصروه في أواخر حياته لما كان فيه من بطش شديد، واضطروه إلى التنازل عن ملكه لابنه ( منوجهر ) .
- كان قابوس واسع المروءة، عالي النفس، بعيد الهمة، لا يحب الملق ولا المداهنة، حتى قالوا إنه كان يأبى أن يستمع إلى مدائح الشعراء له، مع عطفه عليهم، وبذله الجوائز والمكافآت .
- زاره البيروني وقدم له كتابه ( الآثار الباقية ) ، كما قدم له الثعالبي كتابيه ( المهج / التمثيل والمحاضرة ) ومعنى ذلك أنه كان يشجع الأدباء والعلماء .
- له جمال خط، يقول فيه العتبي : أما خطه فسمه إن شئت وشياً محبوكاً، أو تبراً مسبوكاً، أو دراً مفصلاً، أو سحراً محصلاً، وكان إسماعيل بن عباد الصاحب إذا قرأ خطه يقول : هذا خط قابوس أم جناح طاووس .
مختارات من آثاره:
- من الأبيات المشهورة التي تنسب إلى قابوس بن وشكمير قول يصف تصرّف أحوال الدهر بالناس:
قل للّذي بصروف الدهر عيّرنا... هل حارب الدهر إلاّ من له خطر
أ ما ترى البحر تعلو فوقه جيف... و يستقرّ بأقصى قعره الدرر
فإن تكن نشبت أيدي الزمان بنا... و نالنا من تمادي بؤسه الضرر
ففي السماء نجوم ما لها عدد... و ليس يكسف إلاّ الشمس والقمر
- و من الفصول البارعة لقابوس بن وشكمير:
الكريم إذا وعد لم يخلف، وإذا نهض لفضيلة لم يقف. إذا سمح الدهر بالحباء فأبشر بوشك الانقضاء، وإذا أعار فاحسبه قد أغار. كلّ غمّ إلى انحسار، وكلّ عال إلى انحدار. غاية كلّ متحرّك سكون، ونهاية كلّ متكوّن ألاّ يكون؛ وآخر الأحياء فناء، والجزع على الأموات عناء؛ وإذا كان ذلك كذلك، فلم التهالك على هالك؟
- من رسالة لقابوس بن وشكمير إلى بعض إخوانه:
كتبت-أطال اللّه بقاء مولاي-و ما في جسمي جارحة الاّ وهي تودّ لو كانت يدا تكاتبه ولسانا يخاطبه وعينا تراقبه وقريحة تعاقبه (1)، بنفس ولهى وبصيرة ورهى وعين عبرى وكبد جرّى (2)، منازعة إلى ما يقرّب منه. . . . . فليرقّ لكبد قذفها البعاد وعين أرّقها السهاد وأحشاء محرقة بنار الفراق وأجفان مقروحة بدمعها المهراق. . . . .

## وفاته
حبسه ابنه بإحدى القلاع بجرجان واستمر بها حتى اغتيل سنة 403 هـ .